# Thomas Sterner
Thomas Nils Samuel Sterner, född den 22 mars 1952, är en svensk ekonom och professor i miljöekonomi vid Göteborgs universitet.

## Biografi
Sterner disputerade 1985 på en avhandling om energianvändningen i industrisektorn i Mexiko. Han utsågs 1989 till docent vid Göteborgs universitet och utnämndes 1995 till professor i miljöekonomi. Han har där lett uppbyggnaden av enheten för miljöekonomi, som bedriver miljöekonomisk forskning med en hög andel studenter från utvecklingsländer.  
Hans forskning och publicering fokuserar på styrmedel för miljöproblem. Han har publicerat över 125 vetenskapliga artiklar och har (2022) enligt Google Scholar över 12 000 citeringar ochett h-index på 52. Han har medverkat i ett stort antal böcker, bokkapitel, officiella rapporter och journalistiska artiklar om styrmedel för miljöpolitik inom områden som energi, klimat, industri, transportekonomi och hushållning av resurser, i många fall med fokus på situationen i utvecklingsländer.
Hans huvudsakliga forskningsintresse är diskontering samt design av miljö- och klimatstyrmedel, där fokus är på allt från generella klimatproblem till mer specifika områden som pris på koldioxid, bränsleskatt, koldioxidlagring, utfasning av kemikalier, policies för utvecklingsländer, naturresurser inklusive fiske, byggnader, transport, plaster, antibiotika och biologisk mångfald - områden som rör cirkulär ekonomi och hållbarhet.

## Externa uppdrag
Sterner har varit gästforskare vid bland annat Universitetet i Grenoble, University of Cambridge i England, Universidad de la Republica i Uruguay, El Colegio de México och Universidad Nacional Autónoma de México.
Han var chefsekonom vid Environmental Defense Fund (EDF) i New York 2012–2013, och gästprofessor vid Collège de France 2015–2016.
Han är verksam i flera styrelser inklusive flera av de stora miljöekonomiska forskningsgrupperna i Europa:  Mercator Research Institute i Potsdam, Berlin, Chaire Economie du Climat, University Paris Dauphine och Climate Econometrics, Oxford samt Council on French Sovereign Green bonds, French Government.

## Utmärkelser
- 2014 – tilldelad utmärkelsen "Environmental Fiscal Reformer of the Year" av Green Budget Europe.[10]
- 2016 – mottagare av Göteborgs Stads förtjänsttecken[11]
- 2018 – EAERE fellow[12]
- 2020 – Utsedd av President Macron till riddare (chevalier) i franska hederslegionen.

Han har erhållit hedersomnämnanden vid många institutioner och vetenskapliga sällskap, bland annat Hedersdoktor i Dublin, Honorary Professor, University of Cape Town(en), Fellow, Resources for the Future(en), Kungliga Vetenskaps- och Vitterhets-Samhället i Göteborg samt Beijerinstitutet under Kungliga Vetenskapsakademien. Han har också varit ledare (president) för EAERE, European Association of Environmental and Resource Economists(en).